# Paleosard
El paleosard, també conegut com a protosard o com a nuràgic, és una llengua extinta (o potser llengües) parlada a Sardenya (i possiblement a Còrsega) durant l'edat del bronze, que ha deixat traces tant en la toponímia de l'illa com en el sard modern. En el segle iii, el llatí ja havia esdevingut la llengua de Sardenya, i la llengua antiga sobrevisqué principalment en alguns topònims, els quals es fan evidents per conservar certs sufixos gramaticals, i en uns quants noms de plantes.

## Classificació

### Hipòtesi preindoeuropea
Hi ha evidències toponímiques que suggereixen que el paleosard hauria pogut tenir connexió amb el basc o amb altres parlars no indoeuropeus ibèrics. Eduardo Blasco Ferrer va concloure que la llengua que es va desenvolupar a l'illa en el Neolític era el resultat de la migració prehistòrica que hi arribà procedent de la península Ibèrica. L'autor, en la seva anàlisi del paleosard, en canvi, troba només unes poques traces indoeuropees (ōsa, debel- i potser mara, pal-, nava, sala), possiblement introduïdes en el Calcolític.
Bertoldi i Terracini proposaren que el sufix comú -ara (amb accent paroxíton) era un marcador de plural, i indicaren una connexió amb l'ibèric i el paleosicilià. Terracini creu veure una connexió similar en el sufix -ànarV, -ànnarV, -énnarV, -ònnarV, en casos com el nom de lloc Bonnànnaro. Un sufix -ini també sembla característic, com en el nom de lloc Barùmini i semblants. Un sufix o sufixos -arr-, -err-, -orr-, -urr-, s'ha cregut que podria procedir de Numídia (Terracini); de la península Ibèrica, concretament del basc (Blasco Ferrer); o del sud d'Itàlia i Gascunya, presumiblement basc (Rohlfs, Wagner, Johannes Hubschmid).
Els sufixos no llatins -ài, -éi, -òi, -ùi sobreviuen en noms de lloc moderns sobre arrels llatines. Terracini hi veu connexions amb l'amazic. Bertoldi veu una connexió anatòlia en les finals -ài, -asài. Un sufix -aiko és també comú a Ibèria i pot tenir un origen celta. El sufix tribal -itani, -etani, present en sulcitani, també ha estat identificat com a paleosard.

### Hipòtesi indoeuropea

#### Connexió etrusconuràgica
El lingüista M. Pittau argumenta que el paleosard i l'etrusc estaven enllaçats per certes afinitats, i que les dues llengües eren emanacions de les llengües anatòliques provinents del tronc indoeuropeu. Segons l'autor, els "nuràgics" eren un pòble procedent de Lídia que va importar la seva llengua indoeuropea a l'illa, i la superposà a l'anterior parla preindoeuropea parlada pels pobles prenuràgics.

#### Hipòtesi il·líria
Segons Alberto Areddu, els sherden eren d'origen il·liri, cosa que es veu en la base d'alguns elements lèxics, unànimement reconeguts com a part del substrat indígena. Areddu afirma que en l'antiga Sardenya, en especial a l'àrea de l'interior (Barbagia i Ogliastra), els habitants presumptament parlaren una branca particular de l'indoeuropeu. Hi ha, de fet, algunes correspondències, tant a nivell formal com semàntic, amb els pocs testimonis d'il·liri (o traci), i sobretot amb el seu continuador lingüístic albanès. Les correlacions inclouen diversos topònims centrals i microtopònims.
- sard: eni, enis, eniu 'teix' = albanès enjë 'teix, ginebró'.
- sard: rethi 'circell' = alb. rrypthi' 'circell'.
- sard: àlase 'grèvol' (en sard: laruspinosu 'llorer espinós') = alb. halë 'espina'; 'barba de blat de moro'; 'agulla de pi'; 'pi negre', halëz 'espina'; 'orella'.
- sard: lothiu 'fangós'; toponímia: Lotzorai, Lothorgo, Loceri, Lotzeri = alb. lloç 'fang' (s'ha dit que és un préstec del búlgar, però Orel reconstrueix la base a partir d'un hipotètic sudeslau * lojъ 'qualsevol cosa líquida').
- sard: duri 'tronc d'arbre, amb les branques escurçades perquè serveix com a penjador' = alb. druri 'de fusta, pal'.
- sard: dròb(b)alu 'intestins, budells de porc' = alb. drobolì 'intestí' (mot que sols té tal significat en les llengües eslaves del sud i podria ser un préstec traci).
- sard: urtzula 'clematis', toponímia: Urtzulei = alb. (h)urth, hurdh 'heura'.
- sard: amadrina 'conilla, cérvola' = alb. drenje, drenushe 'conilla'.
- sard: élimu 'rancor, ressentiment' = alb. helm 'a desgrat, tòxic'.
- sard: tzìrima, tzérrima 'rancor, insult, ressentiment' = alb. çirrma ‘amenaces, greus insults'.
- sard: càstia 'net de recollir la palla' = alb. kashtë 'palla'.'
- sard: thùrgalu 'rierol, corrent' =alb. çurg 'corrent'.
- sard: thiòccoro, ittiòccoro, isciòccoro 'Helminthia echioides; bristly oxtongue' = alb. hith 'amarg, aspre'.
- sard: madérria 'grandària, altivesa' = alb. madhërìa 'grandaria, altivesa'.
- sard: Òrol- element que es troba en molts de microtopònims de les muntanyes i és relacionat per Areddu amb el traci Òrolos 'àguila'.

### Altres hipòtesis

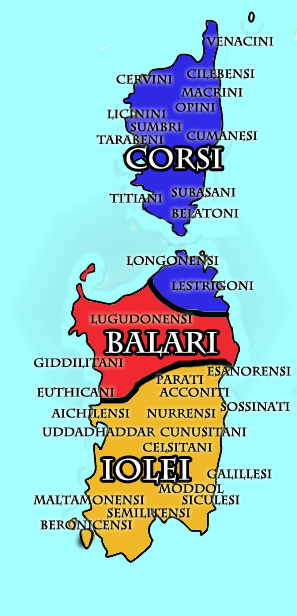
Poblacions nuràgiques

L'arqueòleg Giovanni Ugas va suggerir que els tres principals pobles nuràgics (balars, corsos i iliencs) podrien haver tingut orígens separats i per això parlaren llengües diferents:
- Els balars vendrien de la península Ibèrica (o d'Occitània) i serien possiblement de llengua indoeuropea (cultura del vas campaniforme).[3][4]
- Els corsos arribarien des del nord-est i possiblement tendrien un origen lígur.
- El Iolaei/Ilienses de les planes del sud i Barbagia probablement varen parlar una llengua preindoeuropea similar al minoic i altres llengües d'aquella àrea.[6]

Els tres dialectes moderns (gal·lurès, logudorès i campidanès) podrien expressar un substrat multilingüe. Un altre poble paleosard de possible origen indoeuropeu seria el lucuidonenc (que podria ser originari de Provença, on es documenta el topònim Lugdúnum) del nord de l'illa i els sículs de la regió de Sarrabus.